# Reinhold Begas
Reinhold Begas (Berlín, Prusia, Confederación Germánica, 15 de julio de 1831 - Berlín, Prusia, Imperio alemán, 3 de agosto de 1911) fue un escultor y pintor alemán hijo del pintor Carl Joseph Begas. Es considerado uno de los máximos representantes de la escuela naturalista neobarroca berlinesa.[cita requerida]

## Vida
Reinhold Begas hizo sus primeros trabajos artísticos bajo la tutela de Ludwig Wilhelm Wichmann. Entre 1846 y 1851 fue estudiante de la Academia de Berlín bajo Johann Gottfried Schadow y Christian Daniel Rauch. En 1848 empezó a trabajar en el taller de Rauch. Entre 1856 y 1858, gracias a una beca pudo visitar Roma donde conoció a Anselm Feuerbach, Franz von Lenbach y Arnold Böcklin. Estos últimos le animaron a seguir un estilo naturalista de escultura que es ya reconocible en el grupo "Borussia" que realizó para la fachada de la Bolsa de Berlín. 
En 1861 fue maestro en la Escuela de Arte del Gran Ducado de Weimar, regresando en 1863 a Berlín. En esta época fue ganador del concurso para realizar la estatua de Schiller en el Gendarmenmarkt de Berlín. El hecho de ser elegido para esta importante obra, da idea de la fama con que ya había adquirido. Entre 1863 y 1864 estuvo nuevamente en Roma. Después de cuatro años en Berlín volvió a Roma una vez más y a París entre 1869 y 1870. A partir 1870 ya casi no abandona Berlín con la excepción de una visita a Roma en 1892. En esta época domina las artes plásticas en Prusia y en particular de Berlín. Desde 1871 hasta su muerte en 1911 fue miembro de la Academia de las Artes de Prusia.
Se convirtió en el artista favorito del Káiser Guillermo II que admiraba el pathos de sus obras. Guillermo II le favoreció con importantes comisiones. Entre las obras más monumentales que Begas realizó en esta época están la "Fuente de Neptuno" de 1891, el "Monumento Nacional al Káiser Guillermo I" de 1897 y el "Monumento Nacional a Bismarck" de 1901.

## Obras (Selección)

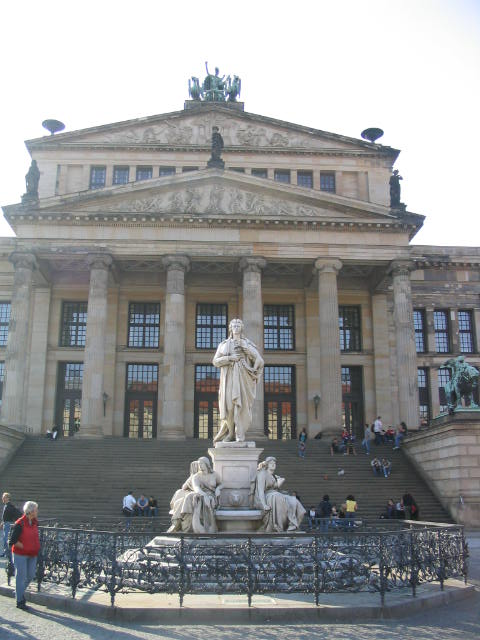
Monumento al escritor Schiller.

- 1857 Amor y Psiqué, Berlín, Antigua Galería Nacional de Berlín.
- 1858 Pan conforta a Psiqué, Berlín, Antigua Galería Nacional de Berlín.
- 1862-1871 Monumento a Schiller, Berlín, Gendarmenmarkt.
- 1875/1876 Busto de Adolph von Menzel, Berlín, Antigua Galería Nacional de Berlín.
- 1881 Cantauro y Ninfa, Berlín, Skulpturengalerie SMPK.
- 1874 Cenotafio Arthur Strousberg, Berlín, cementerio la ciudad de Reinickendorf.
- 1888 Fuente de Neptuno, Berlín, entre Alexanderplatz y la Rotes Rathaus (Alcaldía Roja).
- 1897 Monumento Nacional al Kaiser Guillermo I de Alemania, destruido.
- 1900 Prometeo, Berlín, parte trasera de la Academia de Buenas Artes en la Pariser Platz.
- 1901 Monumento Nacional a Bismarck, Berlín, Tiergarten.

## Galería

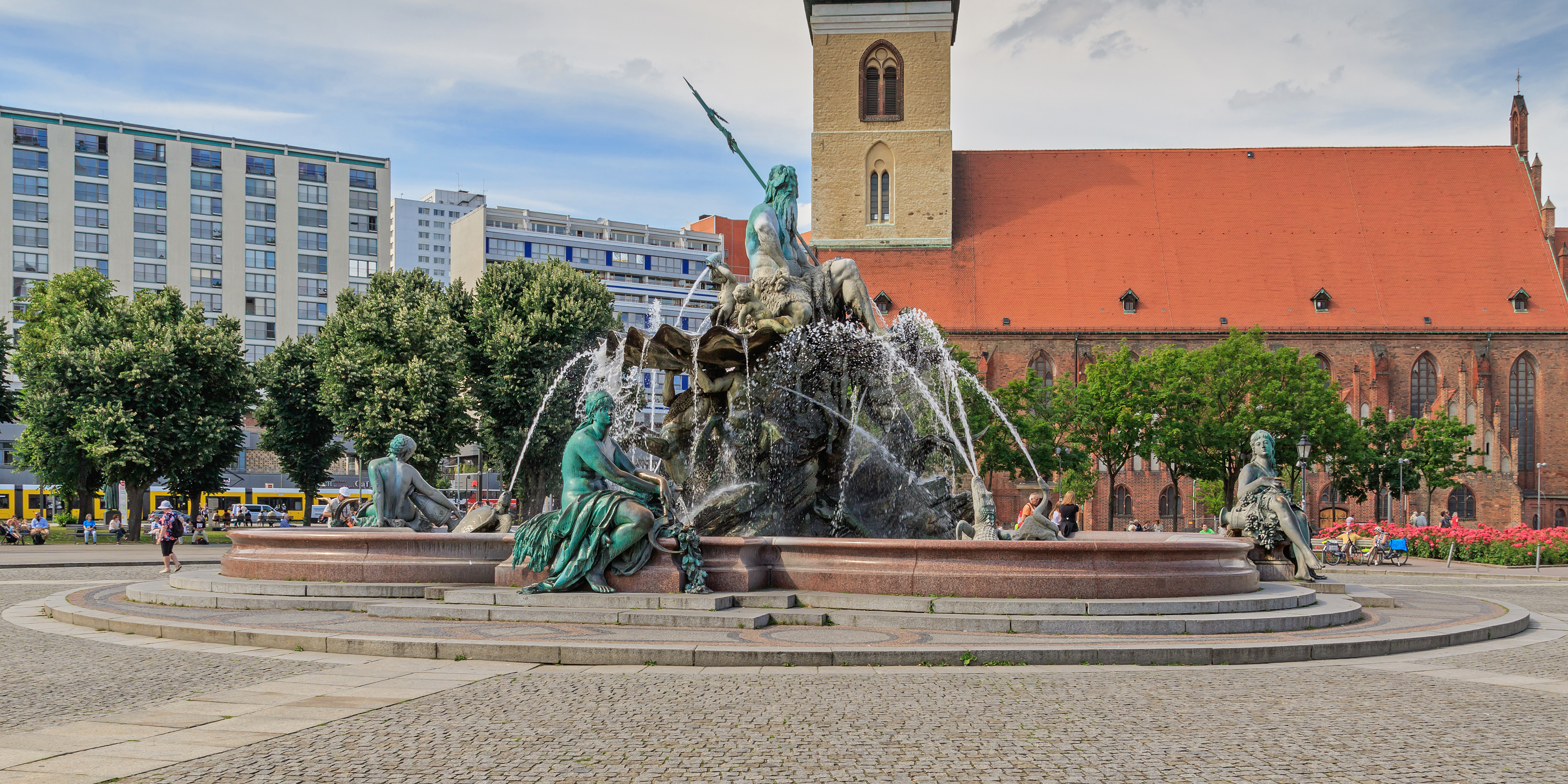
Fuente de Neptuno, cerca Alexanderplatz
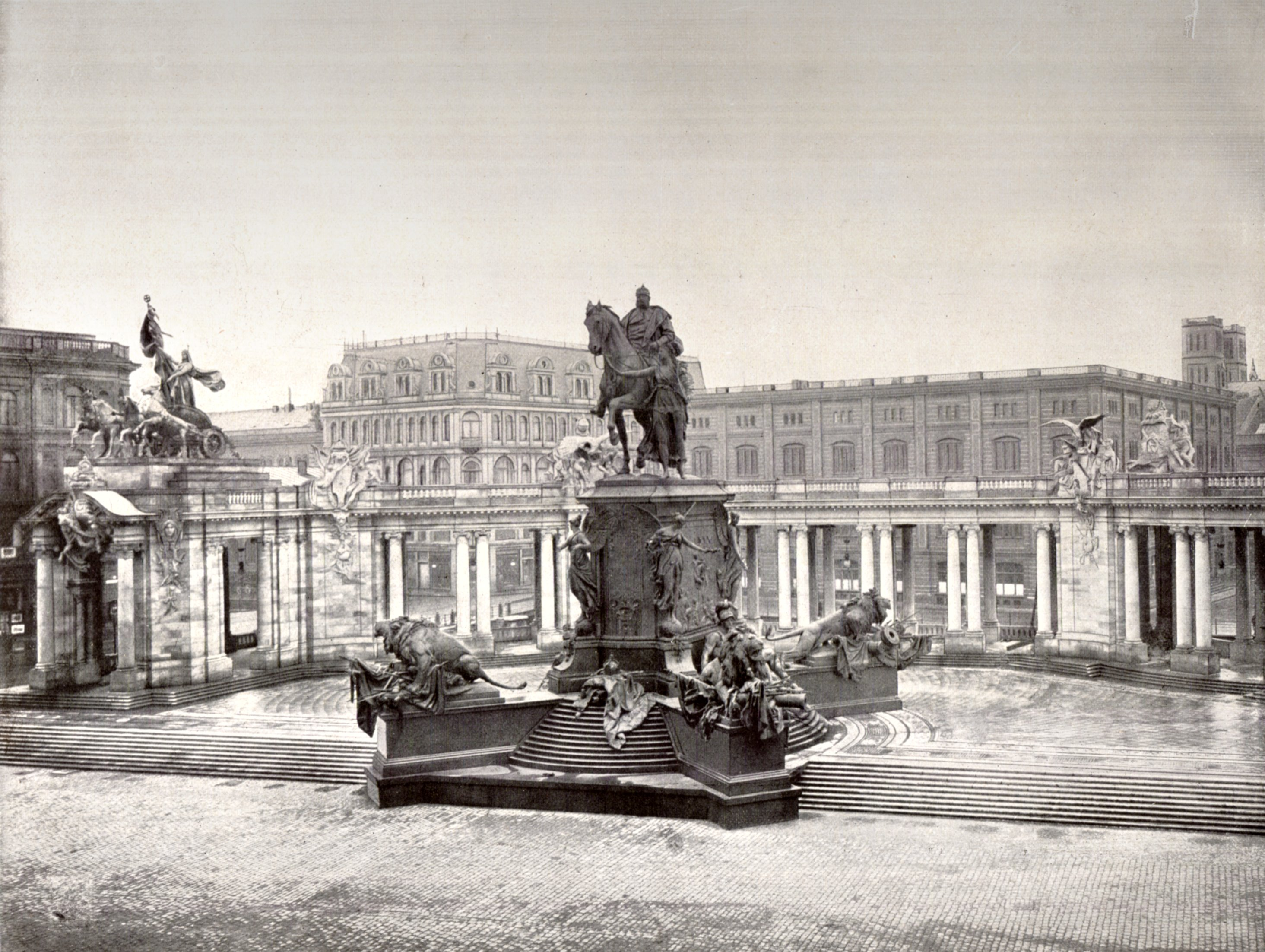
Monumento Nacional a Guillermo I (Destruido por la RDA)
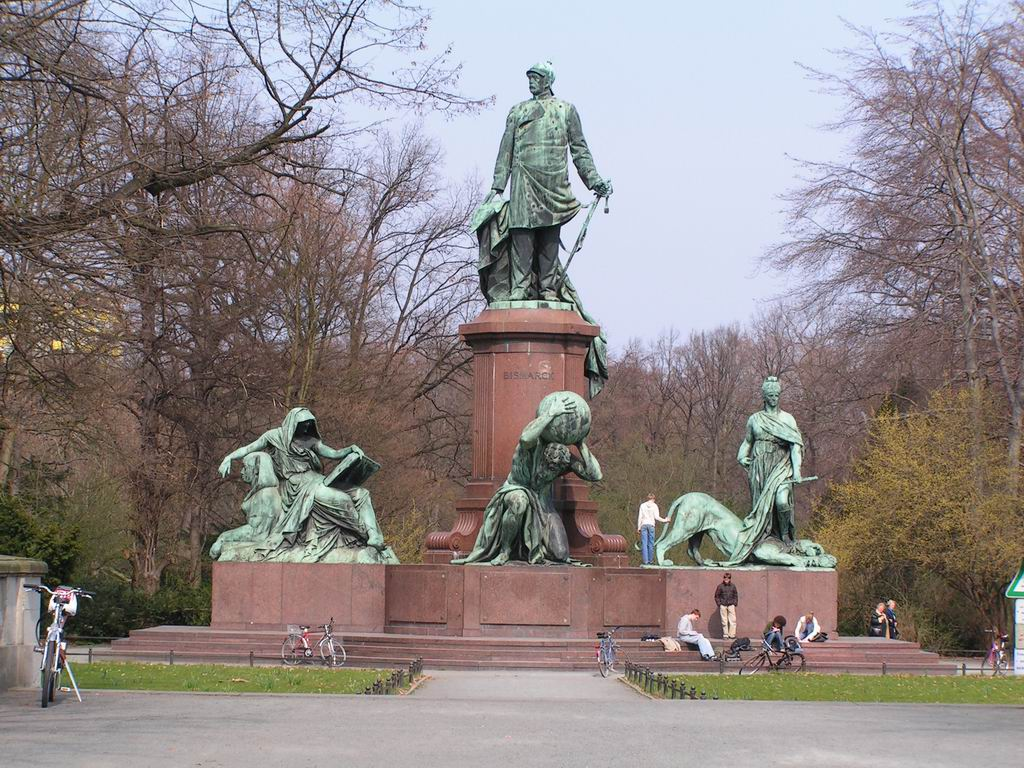
Monumento Nacional a Bismarck, desde 1939 en la "Großer Stern" / Berlín-Tiergarten.
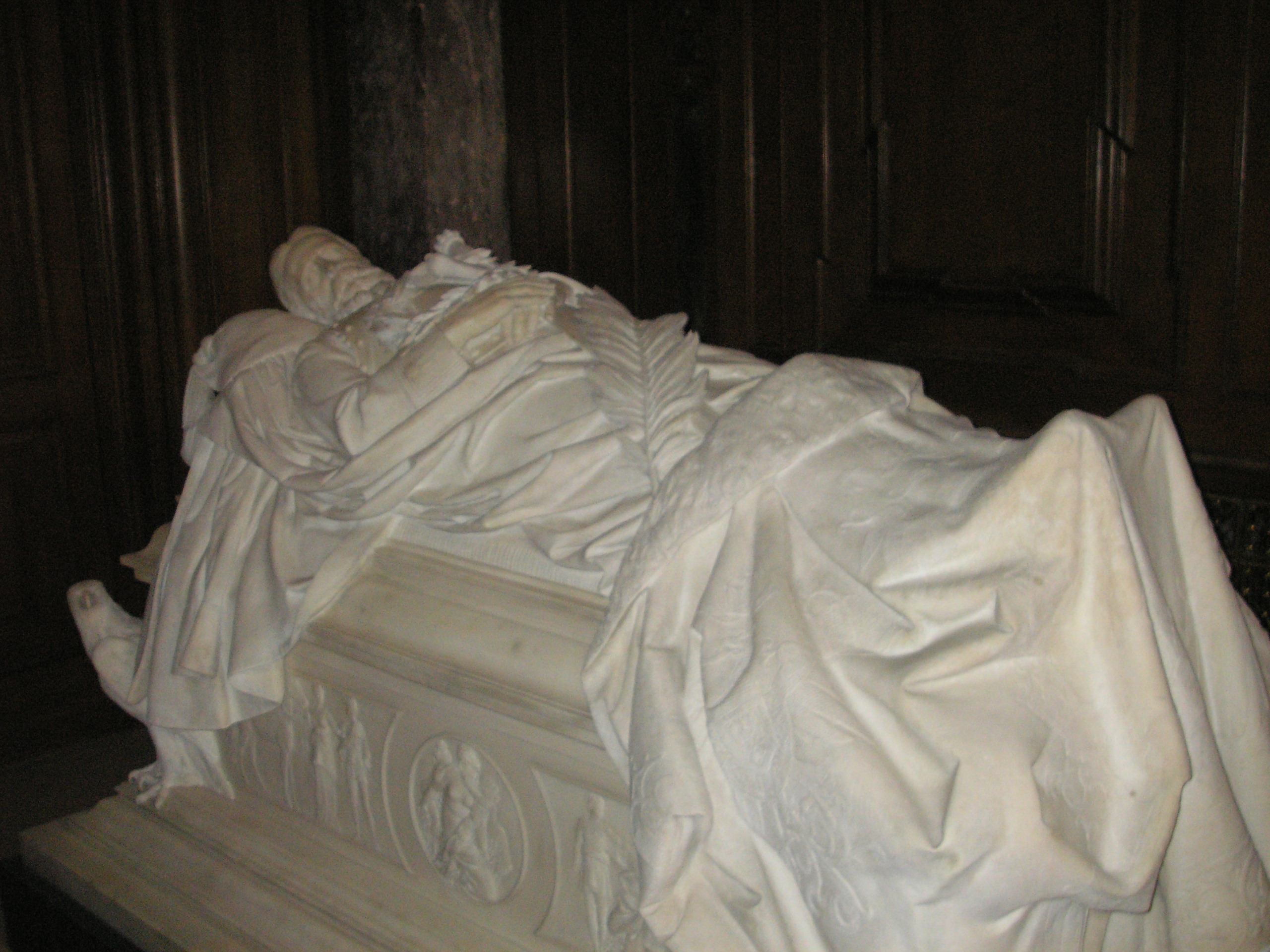
Cenotafio del Kaiser Federico III. En la Catedral de Berlín.